# A Christmas Carol (film 1944)
A Christmas Carol è un film per la televisione del 1944, prodotto da WABD (DuMont TV).
Fin dal 1943 il romanzo Canto di Natale (A Christmas Carol) di Charles Dickens si impose come un classico natalizio alla televisione americana, da ripetersi ogni anno con un copione, un formato e un gruppo di attori diversi. Le prime versioni televisive erano trasmesse in diretta e di esse non esiste copia registrata. Su questa produzione restano solo scarse informazioni e una foto pubblicata sul New York Times del 24 dicembre 1944. Rispetto all'anno precedente si optò per una riduzione della storia in soli 30 minuti. Le fonti riportano i nomi di alcuni degli interpreti, ma non del protagonista e del regista.

## Trama
L'avaro e gretto Ebenezer Scrooge, alla vigilia di Natale, non vuole fare la carità né è intenerito dalla visita di un nipote. Tornato a casa, Scrooge vede il fantasma del suo ex socio che lo mette in guardia. La notte, verrà poi visitato da tre spiriti: lo spirito del Natale passato, lo spirito del Natale presente e lo spirito del futuro che lo attende se non cambia atteggiamento verso gli altri.

## Produzione
Il film fu prodotto negli Stati Uniti da WABD (DuMont TV).

## Distribuzione
Il film fu trasmesso negli Stati Uniti su WABD (DuMont TV), il 20 dicembre 1944.